# Uwa (Ehime)
El pueblo de Uwa (宇和町 Uwa-chō?) fue un pueblo que se encontraba en el extinto distrito de Higashiuwa en la Región de Nanyo (南予地方 Nanyo-chihō?) de la prefectura de Ehime, en Japón. 
Estaba conformado por la depresión de Uwa (宇和盆地 Uwa-bonchi?) y las montañas que la rodean. La depresión es de aproximadamente 200 m y las montañas que lo rodean tienen una altura que oscila entre los 400 y 800 metros.
Es una depresión dentro de una zona montañosa y por ello el clima en verano es fresco y durante el invierno se produce ocasionalmente acumulación de nieve. Es una zona dedicada a la actividad agrícola y es habitual que una vez terminada la cosecha de arroz, se construyan waraguro (わらぐろ?), que son un tipo de chozas características de la zona. También es una región propensa a la aparición de niebla.
El pueblo limitaba por entonces con las ciudades de Oozu y Yawatahama; los pueblos de Mikame del Distrito de Nishiuwa, Nomura y Akehama, ambos del desaparecido distrito de Higashiuwa, los tres forman actualmente parte de la ciudad de Seiyo; y los pueblos de Yoshida y Mima del distrito de Kitauwa, actualmente ambos son parte de la ciudad de Uwajima.

## Historia
El nombre de Uwa existió desde la época en que la región era conocida como País de Iyo (伊予国 Iyo-no-Kuni?) y se constituyeron 14 Distritos (郡 gun?).
Durante el período de los Han (藩?), similar al feudo observado en Europa, fue una zona agrícola responsable del abastecimiento del arroz para el Han de Uwajima (宇和島藩 Uwajima-han?), al cual pertenecía. También fue una aldea de hospedaje para los viajeros.
El 31 de marzo de 1954, nace como resultado de la fusión con otros cinco pueblos.
El 1° de agosto de 1958 absorbe dos distritos de la Ciudad de Oozu.
El 1° de abril de 2004 se fusiona con los pueblos de Nomura, Akehama, Shirokawa, y Mikame del Distrito de Nishiuwa, formando la Ciudad de Seiyo. Simultáneamente desaparece el Distrito de Higashiuwa.